# Ayda Ignez Arruda
Ayda Ignez Arruda (Lages, 27 de junio de 1936 – Campinas, 13 de octubre de 1983) fue una matemática y lógica brasileña, figura clave en el desarrollo de la escuela brasileña de lógica paraconsistente y una de las primeras en ofrecer una panorámica histórica del campo. Fue profesora del Instituto de Matemática, Estadística y Ciencia de la Computación (IMECC) de la Universidade Estadual de Campinas (Unicamp) desde 1968 y su directora en 1980. También presidió la Sociedade Brasileira de Lógica (1981–1983) y fue miembro del consejo de la Association for Symbolic Logic (1979–1982).

## Biografía
Arruda nació el 27 de junio de 1936 en Lages (estado de Santa Catarina, Brasil). Estudió Matemática en la Pontificia Universidad Católica de Paraná, donde obtuvo el bachillerato en 1958 y la licenciatura en 1959. En 1960 inició su carrera como profesora de Análisis Matemático en la Universidad Federal de Paraná (UFPR). Publicó su tesis doctoral en 1964, y en 1966 obtuvo el grado de doctora bajo la dirección de Newton da Costa. En 1968 se incorporó al IMECC-Unicamp, y el 16 de abril de 1980 asumió su dirección. Falleció en Campinas el 13 de octubre de 1983.
Durante su formación y primeros años de actividad mantuvo contactos académicos con figuras latinoamericanas y europeas como Mario Tourasse Teixeira, Marcel Guillaume, Antonio Monteiro y Andrés Raggio, vínculos que marcaron su proyección internacional posterior. 

## Carrera académica y cargos
Arruda fue profesora del IMECC-Unicamp desde 1968 y directora del instituto en 1980. Fue fundadora del Centro de Lógica, Epistemología e Historia de la Ciencia (CLE) de la Unicamp y de la Sociedade Brasileira de Lógica (SBL), en la que ejerció como secretaria general (1979–1981) y presidenta (1981–1983). Asimismo, impartió docencia y conferencias como profesora visitante en la Universidad Claude Bernard-Lyon I (Francia), la Universidad Nicolás Copérnico de Toruń (Polonia) y la Pontificia Universidad Católica de Chile, entre otras instituciones.
En el plano asociativo internacional, integró el Advisory Committee on Logic in Latin America (1978–1981), el Council de la Association for Symbolic Logic (1979–1982) y actuó como Alternative Assessor ante la International Union of History and Philosophy of Science, Division of Logic, Methodology and Philosophy of Science (1979–1982).

## Obra e impacto
El interés científico de Arruda se centró en las lógicas no clásicas, en particular en teorías de conjuntos basadas en lógica paraconsistente. Sus primeros trabajos trataban sistemas formales que, desde 1976 y por bautizo de Francisco Miró-Quesada Rada, serían denominados “paraconsistentes”: sistemas capaces de acomodar contradicciones sin trivializar la teoría.
Además de su contribución técnica, Arruda desempeñó un papel clave en la institucionalización de la lógica en Brasil. Reunió un grupo activo en el IMECC y puso en marcha los Encontros Brasileiros de Lógica, encuentros periódicos que articularon comunidades locales con visitantes extranjeros y atrajeron estudiantes hacia la lógica matemática. Organizó el III Latin American Symposium on Symbolic Logic (Campinas, 1976) y coeditó varias actas de simposios latinoamericanos, publicadas con editoriales internacionales.
La historiografía reciente subraya su papel pionero tanto en el desarrollo de la escuela brasileña de lógica paraconsistente como en la escritura de los primeros balances históricos del área, y destaca la necesidad de recuperar su legado en la historia de la lógica y de la tradición analítica en América Latina. La obra de Arruda es referente en lógicas paraconsistentes y en la historia intelectual de esta corriente en Brasil. La investigación reciente ha revalorizado su originalidad —especialmente en su etapa final, más independiente de da Costa— y su liderazgo institucional durante los años de la dictadura militar brasileña, subrayando la articulación entre competencia profesional, compromiso con la lógica y valentía política.

## Obras
- Arruda, A. I. “Uma questão de lógica”. Revista Brasileira de Filosofía XIII, no. fasc. 50 (1963): 261–264.
- Arruda, A. I. “A evolução do método axiomático”. Revista Brasileira de Filosofía XIV, no. fasc. 54 (1964a): 209–221.
- Arruda, A. I. “Consideracoes sobre os Sistemas Formais NFn”. PhD thesis, 1964.
- Arruda, A. I. “On Griss’ Propositional Calculus”. The Journal of Symbolic Logic 36, no. 3 (1971): 579.
- Arruda, A. I. “Remarques sur les systemes Cn”. Comptes Rendus de l’Académie de Sciences de Paris Serie A, 36, no. 3 (1975): 1253–1256.
- Arruda, A. I. “On the Imaginary Logic of N. A. Vasil’év”. In Non-Classical Logics. Model Theory and Computability (Proceedings of the Third Latin American Symposium on Mathematical Logic, Campinas, 1976), edited by Arruda, da Costa and Chuaqui, 3– 24. Amsterdam. New York, Oxford: North-Holland Publishing Co., 1977.
- Arruda, A. I. “Some Remarks on Griss’ Logic of Negationless Intuitionistic Mathematics”. In Mathematical Logic (Proceeding of the First Brazilian Conference on Mathematical Logic), edited by Arruda, da Costa and Chuaqui, 9–29. Series: Lecture Notes in Pure and Applied Mathematics vol. 39, New York: Mareel Dekker, 1978.
- Arruda, A. I. “N. A. Vasiliev e a lógica paraconsistente”. Relatorio Interno, No. 140, IMECC. (1979).
- Arruda, A. I. “A Survey of Paraconsistent Logic”. Mathematical Logic in Latin America [Proceedings of the IV Latin-American Symposium on Mathematical Logic, Santiago, 1978], edited by Arruda, Chuaqui, da Costa, 1–41. Amsterdam, New York, Oxford: North-Holland Publishing Co., 1980.
- Arruda, A. I. “The Russell Paradox in the Systems NFn”. In Proceeding of the Third Brazilian Conference on Mathematical Logic, edited by Arruda, da Costa and Sette, 1–12. São Paulo: Sociedade Brasileira de Lógica, 1980.
- Arruda, A. I. “N. A. V asil’év: a forerunner of paraconsistent logic”. Philosophia Naturalis 21, no. 2–4 (1984): 472–491.
- Arruda, A. I. “Aspects of the Historical Development of Paraconsistent Logic”. In Paraconsistent Logic: Essays on the Inconsistent, edited by G. Priest, R. Routley, J. Norman, 99–130. Munich: Philosophia Verlag, 1989.
- Arruda, A. I. N. A. Vasiliev e a Lógica Paraconsistente. Campinas: Centro de Lógica, Epistemología e História da Ciencia, UNICAMP, 1990.
- Arruda, A. I., and D. Batens. “Russell’s Set versus the Universal Set in Paraconsistent Set Theory”. Logique et Analyse 98 (1982): 121–133.
- Arruda, A. I., and N. A. C. da Costa. “Transformadas no calculo restrito de predicados”. Anais Acad. Brasileira de Ciências 38 (1965): 385–390.
- Arruda, A. I., and N. A. C. da Costa. “Sur le schéma de la separation”. Nagoya Mathematical Journal 38 (1970): 71–84.
- Arruda, A. I., and N. A. C. da Costa. “Le schéma de la separation et les calculs Jn”. Mathematica Japonicae 19, no. 3 (1974): 183–186.
- Arruda, A. I., and N. A. C. da Costa. “Une sémantique pour le calcul C= 1”. Comptes Rendus de l’Académie de Sciences de Paris Serie A t. 284 (1977): 279–282.